# Yakka-Yakka
Yakka-Yakka, jedno od nekadašnjih četiri sela Wai-Wai Indijanaca s juga Gvajane, koje Nicholas Guppy nalazi iznad ušća rijeke Onoro (Unorowo-wau). Sastojalo se od jedne ili dvije velike čunjaste kuće od slame, i nalazilo se na mjestu na kojem je nekad stajalo selo nestalog plemena Taruma, iza kojih su ostali tragovi keramike. U Yakka-Yakki živjelo je nekoliko obitelji među kojima i jedan od posljednjih živih Tarumaca, Kilimtu, koji je bio oženjen za Wai-Wai ženu.